# Ruxton (bilmärke)

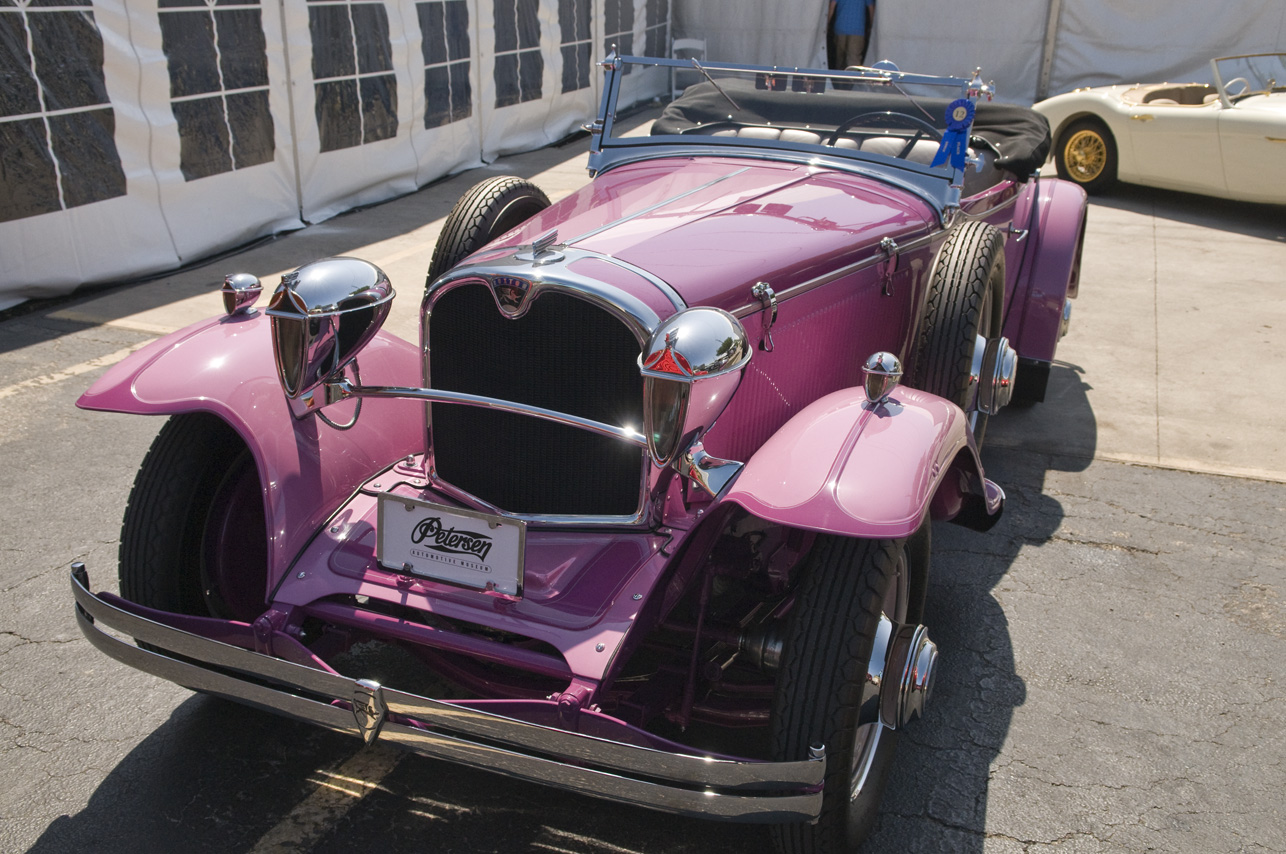
Ruxton 1929.

Ruxton var ett amerikanskt bilmärke som tillverkades av New Era Motors Company i New York City, New York mellan 1929 och 1931. Ruxton var en av de första framjulsdrivna bilarna från USA.